# Młodzież z Misją
Młodzież z Misją (ang. Youth With A Mission, skr. YWAM) – międzynarodowa, międzywyznaniowa chrześcijańska organizacja misyjna. Założona przez Loren Cunningham w 1960 roku, ma na celu promowanie ewangelii o Jezusie Chrystusie na całym świecie.
Organizacja obecnie obejmuje osoby ze 150 krajów, z różnych wyznań chrześcijańskich. Posiada obecnie ponad 16.049 pełnoetatowych pracowników wolontariuszy w ponad 1.000 operacyjnych miejsc w 180 krajach i trenuje 25.000 krótkoterminowych wolontariuszy misjonarzy rocznie.